# کانگ هه جونگ
کانگ هه جونگ (انگلیسی: Kang Hye-jung؛ زادهٔ ۴ ژانویهٔ ۱۹۸۲) بازیگر اهل کره جنوبی است. وی از سال ۱۹۹۸ میلادی تاکنون مشغول فعالیت بوده‌است.
از فیلم‌ها یا برنامه‌های تلویزیونی که وی در آن نقش داشته است می‌توان به اولدبوی اشاره کرد.